# 蛇床属
蛇床属（学名：Cnidium）是伞形科下的一个属，为一年生至多年生草本植物。该属共有约20种，分布于欧洲、亚洲和南非。

## 物种
本属包括以下物种：
- 兴安蛇床 Cnidium dauricum
- 滨蛇床 Cnidium japonicum
- 蛇床 Cnidium monnieri
- 碱蛇床 Cnidium salinum
- 辛加山蛇床 Cnidium sinchianum

## 形态
- 叶2-3回羽状分裂。